# Nemobius sylvestris
Espèce

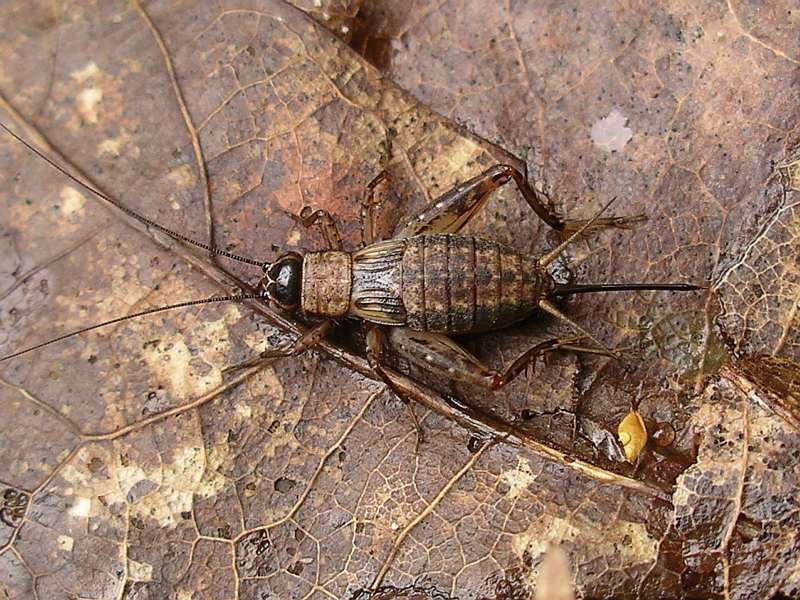
Nemobius sylvestris femelle.

Le Grillon des bois, Grillon forestier ou Némobie forestier (Nemobius sylvestris) est une espèce d'insectes orthoptères de la famille des Gryllidae et de la sous-famille des Nemobiinae.

## Description
Le Grillon des bois est de couleur brunâtre. Il atteint au plus 10 mm de long. Son corps est composé de trois tagmes : tête, thorax et abdomen. Sur le thorax sont insérées trois paires de pattes dont les plus postérieures sont pliées en z lui permettant de se déplacer par des sauts. Ses élytres sont réduits : égalent la moitié de la longueur du corps chez le mâle, encore plus courts chez la femelle. Celle-ci possède un mince ovipositeur rectiligne long de 5 à 7 mm. Les ailes inférieures sont absentes. La tête contient les organes sensoriels de l'organisme dont une paire d'antennes filiformes. Le dessus du front (vu de l'arrière) montre quatre lignes claires en forme de m. Sur la tête, on retrouve aussi les pièces buccales situées ventralement de type broyeur.

## Biotope
Le biotope du Grillon des bois est constitué de bois clairs, de clairières, de lisières, de terrains ensoleillés secs, éventuellement parsemés de buissons, à la végétation basse (lichens, mousses et autres végétaux peu élevés). Le Grillon des bois aime la chaleur et son habitat naturel se situe au niveau du sol où il se nourrit de feuilles sèches, en particulier de chêne. Il ne vole ni ne grimpe. Pour s'abriter, contrairement au Grillon des champs (Gryllus campestris), il ne construit pas de terrier mais se cache dans les feuilles mortes ou la végétation basse.

## Phénologie
Ce grillon passe l'hiver à l'état d'œufs, de juvéniles et même d'imagos. Les juvéniles deviennent adultes en juin et sont actifs jusqu'en novembre. Cas exceptionnel chez les orthoptères, son cycle biologique s'étend sur deux années.

## Comportement
Le mâle chante par stridulation dès que la température le lui permet, aussi bien de jour que de nuit. Il émet pendant des heures des notes brèves, de deux tons, évoquant un message en morse. Il est difficile à localiser surtout lorsque plusieurs mâles proches émettent en même temps. Très agile, il fuit tout dérangement par bonds successifs et se dissimule dans les feuilles mortes ou les végétaux bas. Ses longues cerques sont munies de poils mécanosensoriels qui lui permettent de ressentir le moindre mouvement d'air, telles que les attaques de son prédateur régulier, l'Araignée-loup.
Les adultes opèrent une migration journalière sur leur territoire entre forêt et clairière, selon un rythme bimodal, avec un pic matinal lorsqu'ils se déplacent de la clairière vers la forêt, et un autre pic dans l'après-midi dans le sens contraire. Ces migrations quotidiennes sont déterminées par des facteurs internes (nourriture) ou environnementaux (intensité de la lumière). Le territoire du Grillon des bois est peu étendu et l'amplitude de ses déplacements spontanés ne dépasse généralement pas 10 mètres.

## Distribution
Europe occidentale, Maroc, Algérie. En Belgique et en France, l'espèce, bien que localisée en fonction de ses biotopes préférés, reste souvent très abondante, partout sauf en Corse.